# Photophore (zoologie)
Pour les articles homonymes, voir Photophore.

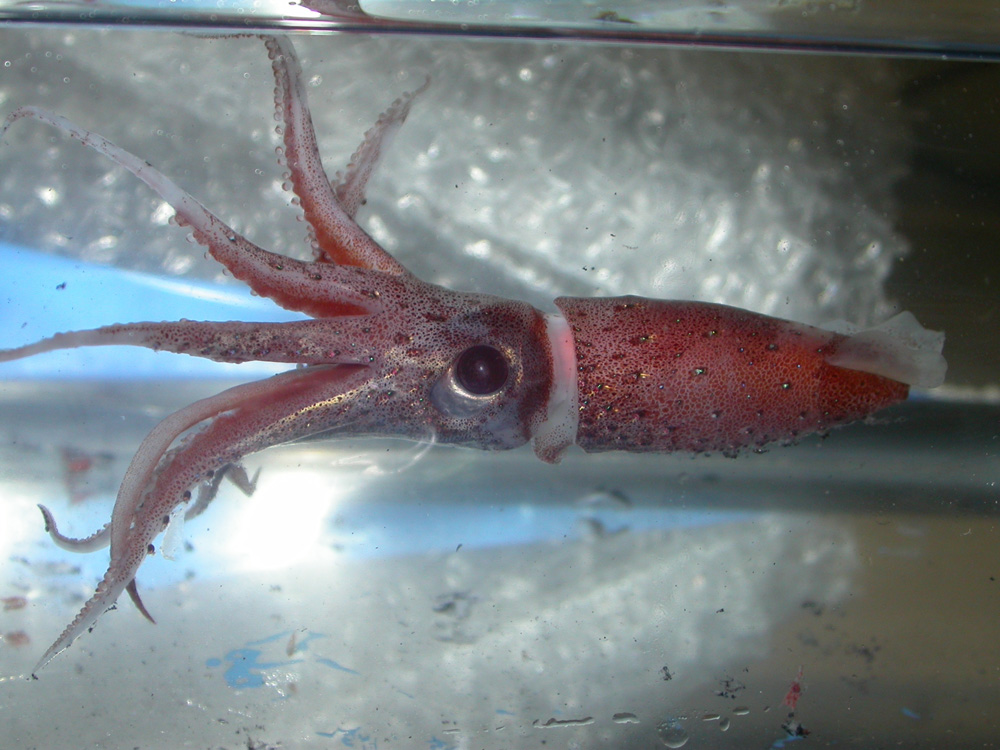
Le calmar bijou allongé (Histioteuthis reversa), ainsi appelé parce que les photophores qui tapissent son corps lui donnent l'apparence d'un bijou.

Diagramme d'un photophore d'un céphalopode en coupe transversale.

Un photophore est un organe glandulaire se présentant comme des taches lumineuses sur une variété d'animaux marins, notamment chez les poissons et céphalopodes.

## Description
L'organe peut être simple ou aussi complexe que l'œil humain ; équipé de lentilles, d'obturateurs, de filtres de couleur et de réflecteurs, mais contrairement à l'œil, il est optimisé pour produire de la lumière et non pour l'absorber. La bioluminescence peut être produite à partir de composés durant la digestion des proies, ou par des cellules mitochondriales dans l'organisme appelé des photocytes (en) (« cellules productrices de lumière ») ou, de la même manière, associée à des bactéries symbiotiques de l'organisme qui sont cultivées.
Les caractéristiques des photophores sont importantes pour l'identification des poissons d'eau profonde. Les photophores servent à attirer la nourriture (proies) ou à se camoufler des prédateurs par contre-illumination.
On trouve des photophores sur certains céphalopodes, notamment le calmar luciole, qui peut créer d'impressionnants jeux de lumière, ainsi que sur de nombreux autres organismes des grands fonds, tels que le requin de poche américain, Mollisquama mississippiensis et le calmar fraise,.